# Tripartitum

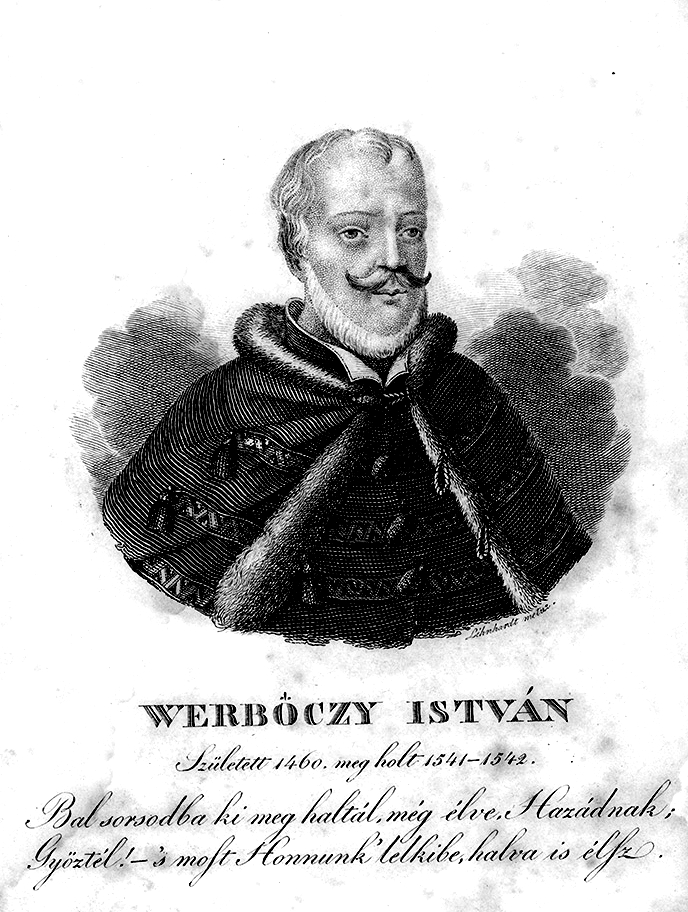
Werbőczy István a Tripartitum összeállítója

Tripartitum (magyarul Hármaskönyv) néven ismeretes az a szokásjogi gyűjtemény, amelyet az országbírói ítélőmesterből nádorrá lett Werbőczy István 1504-ben kezdett el összeállítani Alsópetényben, és 1514-ben fejezett be. Eredeti latin címe: „Tripartitum opus iuris consuetudinarii inclyti regni Hungariae”, magyarul: „Nemes Magyarország szokásjogának Hármaskönyve”. Lényege: a korabeli Magyarország jogi szabályainak és szokásjogának összegyűjtése, rendszerezése és írásba foglalása.
A joggyűjteménynek rendkívül negatív társadalmi hatása is volt, mivel elvette a jobbágyság szabad költözési jogát.

## Története
A 15. században a feudális széttagoltság és a központosítási kísérletek a jogalkotás terén is jelentkeztek. Az oklevelekbe foglalt jogforrások bizonytalanok voltak, városonként eltérő jogi szabályok érvényesültek. Német, cseh és lengyel előzmények után így Magyarországon is szükség mutatkozott egy egységes jogkönyvre. A jogszabályok összegyűjtésével, rendszerezésével már Mátyás király is megpróbálkozott, 1486. évi dekrétumát a kodifikáció első magyar kísérletének tartják.
II. Ulászló király Werbőczy István országbírói ítélőmestert bízta meg „az ország minden jogainak, törvényeinek, bevett és jóváhagyott szokásainak s rendeleteinek egybeszedésével, címekre és fejezetekre osztásával”. Az elkészült munkát az 1514. évi országgyűlés tíz jogtudós által átvizsgáltatta. Miután a bizottság a munkát helyeselte és „abban az ország törvényeit s jóváhagyott szokásait jó renddel és kellő módon összeírottaknak megismerte”, a munkát az 1514. évi LXIII. törvénycikk helyeselte, és a király is megerősítette. Azonban az 1514. évi Dózsa György-féle parasztfelkelés miatt hirtelen megváltozott a helyzet, a királyi jóváhagyást tartalmazó okmányra nem került pecsét és nem hirdették ki, így nem is emelkedett törvényerőre. Miután a király a hiány pótlása nélkül 1516-ban meghalt, Werbőczy a munkát 1517-ben Bécsben saját költségén, Johann Singriener nyomdájában kinyomatta. A pecsét hiánya ellenére a Hármaskönyvet más jogszabálygyűjtemény hiányában alkalmazni kezdték a bíróságokon, és a későbbiekben mint szokásjog érvényesült. Erdélyben a Tripartitumot több fejedelem is a beiktatási eskütétel során megerősítette: Báthory András 1599-ben, Rákóczi Zsigmond 1607-ben, Báthory Gábor 1608-ban, Barcsay Ákos 1658-ban, Kemény János és I. Apafi Mihály 1661-ben. A Diploma Leopoldinum 3. pontja Erdély törvényei közé sorolta.

## Tartalma
„ELŐBESZÉD

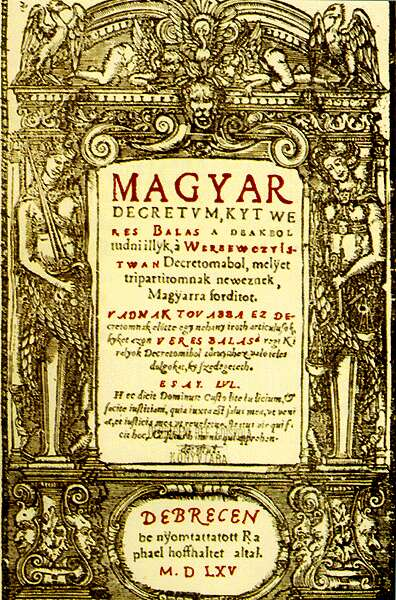
Az 1565-ös, Debrecenben kiadott fordítás fedőlapja

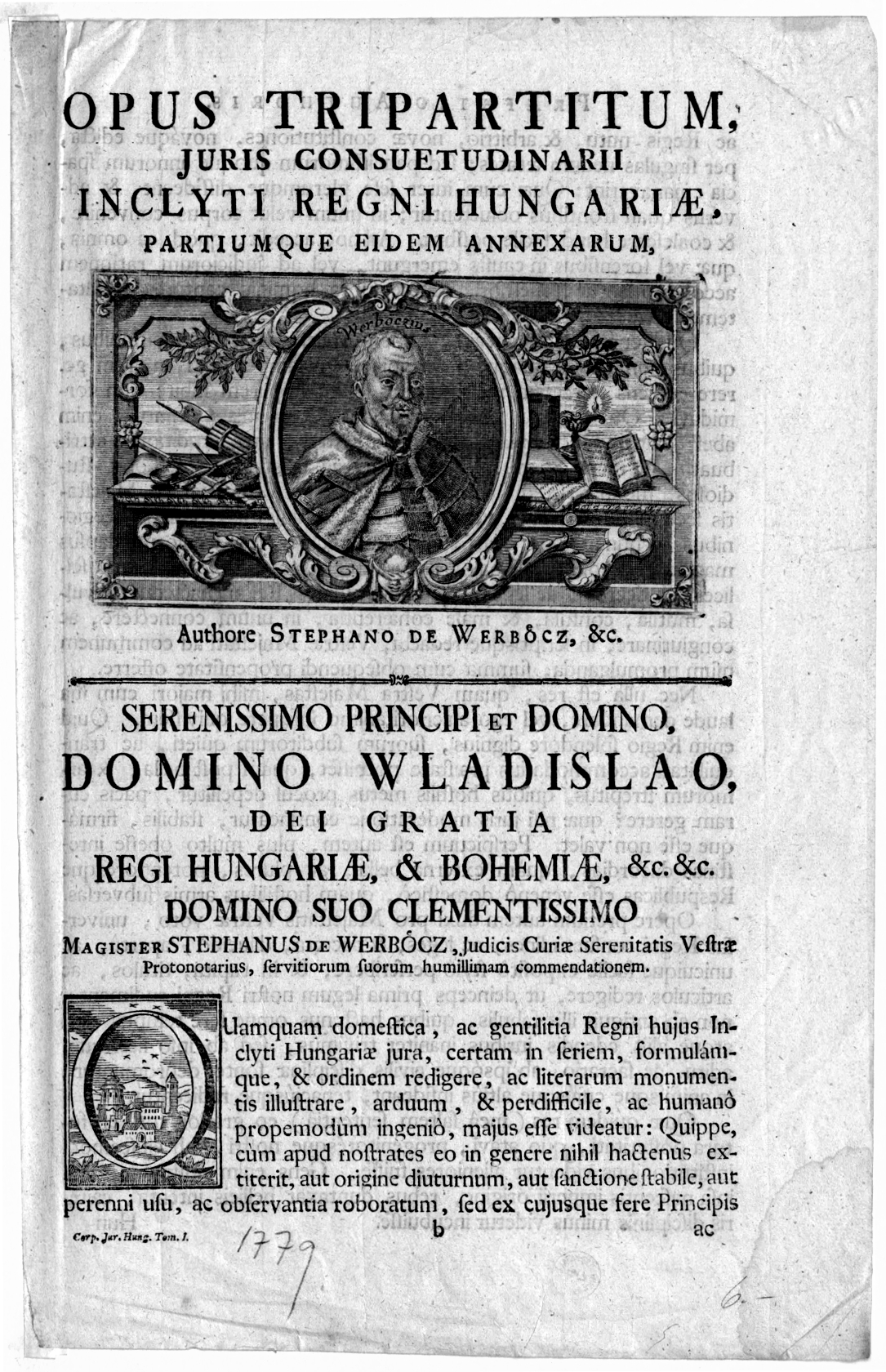
A Tripartitum 1779-es kiadásának címlapja

Nemes Magyarországnak törvényeit és törvényerőre emelkedett szokásait készülvén leírni, elhatároztam, az előttem álló tárgyra nézve némely megjegyzésre méltó dolgokat röviden előrebocsátani. Először is: az igazságról. Másodszor meg: a jogról és a jognak felosztásáról. Harmadszor pedig: a törvényről és a törvénynek nemeiről. Negyedszer: a szokásról és ennek feltételeiről: Ötödször és utoljára: a jó biró kellékeiről és egyéb, az igazságos törvényszolgáltatásra tartozó dolgokról, föltevén azt a kérdést: vajjon a birónak a perben előadottak és bizonyítottak alapján kell-e ítélnie, vagy pedig lelkiismerete szerint úgy, a mint a dolgot maga tudja.”

– Werbőczy István: Tripartitum

A mű előszóra (Prologus) és három részre (Partes) tagolódik. A részek címekre (tituli) vannak felosztva. 
Az első részben van a híres „Partis primae titulus nonus”, a nemeseknek négy kiváltságos és fő szabadságáról, mely a magyar nemesség sarkalatos szabadságainak alaptörvényét képezte.
Az első magyar fordítását Weres Balázs készítette, 1565-ben.
1. kötet: Nemesi magánjog
2. kötet: Nemesi perjog
3. kötet: Városi és jobbágyi jog, és az 1514-es paraszttörvények

## Fő tételei
- Sarkalatos nemesi jogok:
  - személyes szabadság: szavatolja a személyi szabadságot, az Aranybulla rendelkezései alapján. A köznemességet védi.
  - királyi bíróság alá tartozás: ez a rész utal a bíróságok és a jogi út fontosságára. A törvényben lefektetett jogokkal kívánja a nemesség védelmét fokozni. A nemesség a megkoronázott fejedelem uralmát elismeri: „a megkoronázott fejedelmen kívül, senki hatalmának nincsen alávetve”.
  - adómentesség: vámok és más illetékek fizetése alóli felmentés
  - ellenállási jog: tulajdonképpen az Aranybulla híres 31. cikkelye

Ezeket a jogokat az Aranybullából és az 1351-es törvényekből vette át (az első kötetben találhatók).
- A Szent Korona-tana: a Szent Korona az államhatalom szimbóluma, ezzel bízza meg a nemesség a királyt arra, hogy az ő érdekeiket figyelembe véve uralkodjon. Ugyanakkor nemessé csak a király tehet valakit. A nemesség tehát a Szent Korona része (a városi polgársággal együtt), a jobbágyság viszont nem. Ez a felfogás azt a rendi szemléletet tükrözi, melynek alapján a köznemesség is részt követelt magának az állam irányításából.

## Hatálya
Az 1514-es országgyűlés elfogadta, a király aláírta, de a királyi tanácsban ülő bárók nem akarták a köznemeseket is bevonni a kormányzásba, ezért a törvénnyé emelését és bevezetését szabotálták. Werbőczy ezután saját költségén Bécsben kiadatta és eljuttatta a vármegyékhez, ahol a bíróságok használni kezdték. A Tripartitum a magyar szokásjog meghatározó gyűjteménye, és egészen 1848-ig használatban volt. Egyes passzusai a második világháború végéig érvényben voltak.
A Tripartitum a három részre szakadt országban az egység szimbóluma lett. „A politikai nemzetet összetartotta, ez a Hármaskönyv nagy érdeme; a népet kettészakította, ez nagy vétke, melyet Verbőczi akkor követett el, mikor munkáját az 1514. évi országgyűlésre benyújtva, az utolsó pillanatban beleillesztette ez országgyűlés jobbágyellenes határozatait.” (Hóman Bálint) A jobbágyok jogfosztásának egyenes következménye lett hogy, az nem volt érdekelté téve a haza megvédésében. A "haza" tulajdonképpen a földesúr(ak) földje lett. A földesúr  viszont félt fegyvert adni a jobbágyának. A török udvarba is eljutó hármaskönyvből nem volt nehéz felismerni ezt a hódításhoz kiváló alkalmat.